# Lijst van rijksmonumenten in Epe (plaats)
De plaats Epe telt 32 inschrijvingen in het rijksmonumentenregister. Hieronder een overzicht.
Archeologisch monument
| Object | Oorspronkelijke functie?  | Bouwjaar                       | Architect           | Locatie             | Coördinaten?                  | Nr.?   | Afbeelding |
| --- | ------------------------- | ------------------------------ | ------------------- | ------------------- | ----------------------------- | ------ | --- |
| Terrein waarin drie grafheuvels | Archeologisch monument    | Neolithicum en/of Bronstijd    |                     |                     | 52° 21' 43" NB, 5° 55' 37" OL | 45349  | Terrein waarin drie grafheuvels                                                                                                  |
| Boerderij "Veldhoeve" | Boerderij                 | mogelijk midden 18e eeuw       |                     | Dellenweg 1         | 52° 21' 18" NB, 5° 59' 21" OL | 15324  | Meer afbeeldingen |
| Goed bewaarde boerderij. Rietendak; vensters met luiken en ramen met roedenverdeling uit de bouwtijd. In de linkerzijgevel een venster met oud kozijn, waarin geprofileerde middenstijl | Boerderij                 | 1758                           |                     | Dijkhuizerweg 29    | 52° 21' 18" NB, 6° 0' 49" OL  | 15325  | Meer afbeeldingen |
| 't Witteveen | Boerderij                 | eerste kwart 19e eeuw          |                     | Eperweg 27          | 52° 19' 57" NB, 5° 58' 50" OL | 15326  | Meer afbeeldingen |
| Grote of Sint-Maartenskerk | Kerk en kerkonderdeel     | 15e eeuw                       |                     | Hoofdstraat 76      | 52° 20' 54" NB, 5° 59' 1" OL  | 15328  | Meer afbeeldingen |
| De Kopermolen | Industrie- en poldermolen | ca. 1750                       |                     | Kopermolenweg 5     | 52° 19' 58" NB, 5° 59' 17" OL | 15330  | Meer afbeeldingen |
| Kleine arbeiderswoning | Boerderij                 | eerste kwart 19e eeuw          |                     | Vlijtweg 31         | 52° 20' 59" NB, 5° 59' 24" OL | 15331  | Meer afbeeldingen |
| Aaf bewaarde, kleine landarbeiderswoning. Gepleisterde muren, mooi rieten dak, in de voorgevel schuiframen met luiken                                                                   | Boerderij                 | eerste kwart 19e eeuw          |                     | Wachtelenbergweg 9  | 52° 21' 21" NB, 5° 58' 55" OL | 15332  | Aaf bewaarde, kleine landarbeiderswoning. Gepleisterde muren, mooi rieten dak, in de voorgevel schuiframen met luiken            |
| Goed bewaarde boerderij met gepleisterde gevels, waarin aan de voorzijde vensters met luiken en zesruits-schuiframen. Rieten dak                                                        | Boerderij                 | 1740                           |                     | Burgweg 1           | 52° 20' 31" NB, 5° 58' 4" OL  | 15333  | Goed bewaarde boerderij met gepleisterde gevels, waarin aan de voorzijde vensters met luiken en zesruits-schuiframen. Rieten dak |
| Hagedoornsplaats | Boerderij                 | 1715 (jaartalankers)           |                     | Ledderweg 11        | 52° 20' 6" NB, 5° 59' 40" OL  | 15334  | Hagedoornsplaats |
| Boerderij met hoog rieten wolfdak, vensters met kleine roedenverdeling in de ramen en luiken. Mooie roedenberg                                                                          | Boerderij                 | ca. 1825                       |                     | Niersenseweg 17     | 52° 17' 17" NB, 5° 54' 31" OL | 15345  | Boerderij met hoog rieten wolfdak, vensters met kleine roedenverdeling in de ramen en luiken. Mooie roedenberg                   |
| Boerderij met gave hoofdvorm, rieten wolfdak en goede roedenverdeling | Boerderij                 | mogelijk eerste kwart 19e eeuw |                     | Niersenseweg 21     | 52° 17' 10" NB, 5° 54' 12" OL | 15346  | Upload foto |
| Boerderij met hoog rieten wolfdak. Vensters met kleine roedenverdeling in de ramen en luiken. Schuur van gepotdekselde houten delen                                                     | Boerderij                 | mogelijk eerste kwart 19e eeuw |                     | Niersenseweg 40     | 52° 17' 8" NB, 5° 54' 3" OL   | 15347  | Upload foto |
| Boerderij. Hoog rieten wolfdak, goede roedenverdeling en luiken | Boerderij                 | 1826 (jaartalsteentje)         |                     | Niersenseweg 42     | 52° 17' 7" NB, 5° 54' 6" OL   | 15348  | Upload foto |
| De Achterste Molenhoeve | Boerderij                 | 1711                           |                     | Woesterbergweg 2    | 52° 20' 24" NB, 5° 56' 35" OL | 15355  | Meer afbeeldingen |
| Boerderij "TAA.RE" | Boerderij                 | 1718                           |                     | Le Chevalierlaan 15 | 52° 21' 2" NB, 5° 55' 10" OL  | 15357  | Meer afbeeldingen |
| Terrein waarin zeven grafheuvels | Archeologisch monument    | Bronstijd                      |                     |                     | 52° 22' 24" NB, 5° 59' 39" OL | 45335  | Terrein waarin zeven grafheuvels                                                                                                 |
| Terrein waarin een grafheuvel | Archeologisch monument    | Bronstijd                      |                     |                     | 52° 21' 53" NB, 5° 56' 54" OL | 45336  | Terrein waarin een grafheuvel |
| Terrein waarin een grafheuvel | Archeologisch monument    | Bronstijd                      |                     |                     | 52° 21' 50" NB, 5° 57' 11" OL | 45337  | Upload foto |
| Terrein waarin vier grafheuvels waarvan één gedeeltelijk | Archeologisch monument    | Bronstijd                      |                     |                     | 52° 21' 46" NB, 5° 57' 47" OL | 45338  | Terrein waarin vier grafheuvels waarvan één gedeeltelijk                                                                         |
| Terrein waarin twee grafheuvels | Archeologisch monument    | Bronstijd                      |                     |                     | 52° 21' 53" NB, 5° 58' 11" OL | 45339  | Terrein waarin twee grafheuvels                                                                                                  |
| Terrein waarin twee grafheuvels | Archeologisch monument    | Bronstijd                      |                     |                     | 52° 21' 25" NB, 5° 56' 57" OL | 45340  | Upload foto |
| Terrein waarin twee grafheuvels | Archeologisch monument    | Neolithicum en/of Bronstijd    |                     |                     | 52° 17' 21" NB, 5° 56' 0" OL  | 45348  | Upload foto |
| Terrein waarin twee grafheuvels | Archeologisch monument    | Neolithicum en/of Bronstijd    |                     |                     | 52° 20' 55" NB, 5° 53' 17" OL | 45351  | Upload foto |
| Terrein waarin een grafheuvel | Archeologisch monument    | Neolithicum en/of Bronstijd    |                     |                     | 52° 22' 6" NB, 5° 59' 37" OL  | 45352  | Terrein waarin een grafheuvel |
| Eper Gemeente Woning | Vergadering en vereniging | 1912                           | M.A. Van Nieukerken | Stationsstraat 23   | 52° 20' 53" NB, 5° 59' 18" OL | 522655 | Eper Gemeente Woning |
| Voormalige zondagsschool | Kerk en kerkonderdeel     | 1937                           | R. Poll Jonker      | Koepad 24           | 52° 19' 41" NB, 6° 1' 39" OL  | 522657 | Voormalige zondagsschool |